# Ángel Sosa
Ángel Raúl Sosa Hernández (Ciudad de México, México, 26 de enero de 1976) es un exfutbolista mexicano, su posición fue delantero o centrocampista.

## Trayectoria
Se inició rotando en las fuerzas básicas de varios equipos, ahí encontró la oportunidad de debutar en Toros Neza en el invierno 96 llevado por Enrique Meza, esa temporada jugó un solo partido y al final del torneo salió del equipo. Tuvo que colgar provisionalmente los botines y en 1999 estuvo en primera a con el Club de Fútbol Cuautitlán, donde ganó el campeonato, coincidió con dos jugadores que más tarde tendrían también una revancha en Primera División; Carlos Ochoa y Alfredo Moreno.
Su padre, Gonzalo Sosa, también jugó con Necaxa, salido de aquella cantera. Estuvo varios torneos sin actividad hasta el Verano 2001 cuando el recién creado San Sebastián de la Universidad Cuauhtémoc de Puebla encontró en él un goleador con el que disputaron uno de sus mejores torneos en Primera A.
Es sobrino del mundialmente famoso cantante bohemio José José. Sabiendo esto Raúl Arias en el régimen de transferencias le pidió como prueba para contratarlo con Necaxa que le cantara una canción a capela enfrente de los directivos. El extécnico argumentó que lo hizo para saber si el muchacho tenía carácter, y llegó al Club Necaxa en donde disputó 5 torneos y la final del Verano 2002, que perdieron contra el Club América. Su siguiente club y último en el máximo circuito fue el San Luis Fútbol Club, con el que disputó un torneo antes de emigrar a los Lobos BUAP de la Primera A, con los que estuvo 4 torneos hasta el Clausura 2006. Estuvo otra vez sin equipo y se probó con los Colorado Rapids de la MLS sin éxito y para el Apertura 2007 encontró acomodo en Correcaminos de la UAT, en los que se mantuvo hasta el Clausura 2009. El Apertura 2009 lo jugó en Veracruz, equipo con el que rescindió su contrato para retirarse profesionalmente.
En su última temporada sin equipo completó su curso de director técnico. Actualmente es director deportivo del Club Puebla.

### Clubes
| Club                | País                | Año         | Partidos | Goles | Media |
| ------------------- | ------------------- | ----------- | -------- | ----- | ----- |
| Toros Neza          | México              | 1996        | 3        | 0     | 0     |
| Real Cuautitlán     | México              | 1998 - 1999 | 13       | 6     | 0.46  |
| Real San Sebastián  | México              | 2001        | 19       | 12    | 0.63  |
| Necaxa              | México              | 2001 - 2003 | 91       | 17    | 0.19  |
| San Luis F.C.       | México              | 2004        | 16       | 1     | 0.06  |
| Lobos B.U.A.P.      | México              | 2004 - 2006 | 45       | 12    | 0.02  |
| Colorado Rapids     | Estados Unidos      | 2007        | 11       | 2     | 0.18  |
| Correcaminos U.A.T. | México              | 2007 - 2009 | 32       | 3     | 0.09  |
| C.D. Veracruz       | México              | 2009        | 6        | 0     | 0     |
| Total en su carrera | Total en su carrera | 1996 - 2009 | 236      | 53    | 0.22  |

## Estadísticas

### Clubes
| Toros Neza · México |               |               |     |    |   |   |   |    |     |      |      |
| 1.ª | 1996-97       | 1             | 0   | 2  | 0 | - | - | 3  | 0   | 0    |      |
| Total club | Total club    | 1             | 0   | 2  | 0 | - | - | 3  | 0   | 0    |      |
| Real Cuautitlán · México                                                                                                  |               |               |     |    |   |   |   |    |     |      |      |
| 2.ª | 1999-00       | 13            | 6   | -  | - | - | - | 13 | 6   | 0.46 |      |
| Total club | Total club    | 13            | 6   | -  | - | - | - | 13 | 6   | 0.46 |      |
| Real Sociedad de Zacatecas · México                                                                                       |               |               |     |    |   |   |   |    |     |      |      |
| 2.ª | 2000-01       | 19            | 12  | -  | - | - | - | 19 | 12  | 0.63 |      |
| Total club | Total club    | 19            | 12  | -  | - | - | - | 19 | 12  | 0.63 |      |
| I.D. Necaxa · México |               |               |     |    |   |   |   |    |     |      |      |
| 1.ª | 2001-02       | 38            | 9   | -  | - | 5 | 0 | 43 | 9   | 0.21 |      |
| 1.ª | 2002-03       | 34            | 5   | -  | - | 3 | 0 | 37 | 5   | 0.14 |      |
| 1.ª | 2003-04       | 11            | 3   | -  | - | - | - | 11 | 3   | 0.27 |      |
| Total club | Total club    | 83            | 17  | -  | - | 8 | 0 | 91 | 17  | 0.19 |      |
| San Luis F.C. · México |               |               |     |    |   |   |   |    |     |      |      |
| 1.ª | 2003-04       | 16            | 1   | -  | - | - | - | 16 | 1   | 0.06 |      |
| Total club | Total club    | 16            | 1   | -  | - | - | - | 16 | 1   | 0.06 |      |
| Lobos B.U.A.P. · México                                                                                                   |               |               |     |    |   |   |   |    |     |      |      |
| 2.ª | 2004-05       | 30            | 10  | -  | - | - | - | 30 | 10  | 0.33 |      |
| 2.ª | 2005-06       | 15            | 2   | -  | - | - | - | 15 | 2   | 0.13 |      |
| Total club | Total club    | 45            | 12  | -  | - | - | - | 45 | 12  | 0.27 |      |
| Colorado Rapids Estados Unidos                                                                                            |               |               |     |    |   |   |   |    |     |      |      |
| 1.ª | 2007          | 11            | 2   | -  | - | - | - | 11 | 2   | 0.18 |      |
| Total club | Total club    | 11            | 2   | -  | - | - | - | 11 | 2   | 0.18 |      |
| Correcaminos U.A.T. · México                                                                                              |               |               |     |    |   |   |   |    |     |      |      |
| 2.ª | 2007-08       | 23            | 2   | -  | - | - | - | 23 | 2   | 0.09 |      |
| 2.ª | 2008-09       | 19            | 1   | -  | - | - | - | 19 | 1   | 0.05 |      |
| Total club | Total club    | 32            | 3   | -  | - | - | - | 32 | 3   | 0.09 |      |
| C.D. Veracruz · México |               |               |     |    |   |   |   |    |     |      |      |
| 2.ª | 2009-10       | 6             | 0   | -  | - | - | - | 6  | 0   | 0    |      |
| Total club | Total club    | 6             | 0   | -  | - | - | - | 6  | 0   | 0    |      |
| Total carrera | Total carrera | Total carrera | 226 | 53 | 2 | 0 | 8 | 0  | 236 | 53   | 0.22 |
| (1)Incluye datos de la Copa México. (2)Incluye datos de la Copa Merconorte (2001) y de la Copa Campeones CONCACAF (2003). |               |               |     |    |   |   |   |    |     |      |      |